# 格林童話變奏曲
《格林童話變奏曲》（日语：グリム組曲）是由WIT STUDIO製作的日本原創網路動畫選集系列。該劇改編自格林兄弟童話故事，於2024年4月17日在Netflix上全球上線。

## 登場角色
雅各布·格林
配音：鈴木達央（日語）；達曼·米爾斯（英語）
威廉·格林
配音：野島健兒（日語）；AJ·貝克爾斯（英語）
夏洛蒂
配音：福圓美里（日語）；阿奈里斯·基尼奥内斯（英語）

### 其他角色
第一話
- 大原清子：釘宮理惠
- 大原牧子：內山夕實
- 大原澤子：佐倉綾音
- 大原鶴子：牛田裕子
- 一條正貴：石毛翔彌

第二話
- 紅色：伊瀨茉莉也
- 玫瑰：竹達彩奈
- 灰色：浪川大輔
- 棕色：大塚明夫
- 湯姆：吉野裕行
- 夫人：福圓美里

第三話
- 漢塞爾：田村睦心
- 葛麗特：福圓美里
- 老太太：高乃麗
- 媽媽：井上喜久子
- 爸爸：井上和彥
- 米拉：本泉莉奈
- 漢娜：本泉莉奈
- 烏爾里希：稻瀨葵
- 弗里茨：三瓶由布子
- 艾里希：渡谷美帆（日语：渡谷美帆）
- 卡爾：松本沙羅
- 伊麗莎：書上春菜（日语：書上春菜）
- 奧斯卡：島袋美由利
- 蕾娜特：渡邊理沙

第四話
- N：東地宏樹
- 精靈女孩：長尾步
- S先生：羽多野涉
- B女士：根谷美智子

第五話
- 貓：加隈亞衣
- 狗：內田真禮
- 驢：朴璐美
- 公雞：中尾美惠（日语：中尾ミエ）

第六話
- 瑪麗亞：菊池紗矢香
- 老師：武內駿輔

## 製作
2020年2月，Netflix宣布將於日本六位漫畫創作者進行合作，其中包括日本漫畫家團體CLAMP。2021年6月，Netflix宣布啟動與CLAMP合作的動畫企劃《格林》（グリム），同時發布了一張主視覺圖和Netflix標誌宣傳海報。據透露，WIT STUDIO將製作該動畫系列，而橫手美智子將擔任編劇。
2024年3月，宣布此計畫的正式標題為《格林童話變奏曲》，並由宮川彬良負責音樂創作。在AnimeJapan 2024 大會上公佈了劇集的標題，每集將由不同的導演執導。

#### 標題
| 集數 | 標題                        | 導演       | 首播日期      |
| ---- | --------------------------- | ---------- | ------------- |
| 1    | 灰姑娘            | 金森陽子   | 2024年4月17日 |
| 2    | 小紅帽            | 赤松康裕   | 2024年4月17日 |
| 3    | 糖果屋            | 橋口淳一郎 | 2024年4月17日 |
| 4    | 精靈與鞋匠        | 鎌倉由實   | 2024年4月17日 |
| 5    | 不来梅的城市乐手  | 竹內雅人   | 2024年4月17日 |
| 6    | 花衣魔笛手        | 仲澤慎太郎 | 2024年4月17日 |

### 漫畫
在該系列首映的同時，由惠廣史繪製的漫畫改編作品也於4月17日開始在講談社的Magazine Pocket漫畫網站上連載。

## 外部連結
- 在Netflix上觀看《格林童話變奏曲》
- 互联网电影数据库（IMDb）上《格林童話變奏曲》的资料（英文）